# Tyran à tête grise
Myiozetetes granadensis
Espèce
Répartition géographique
Statut de conservation UICN

 LC  : Préoccupation mineure
Le Tyran à tête grise (Myiozetetes granadensis) est une espèce de passereau de la famille des Tyrannidae,.

## Répartition et sous-espèces

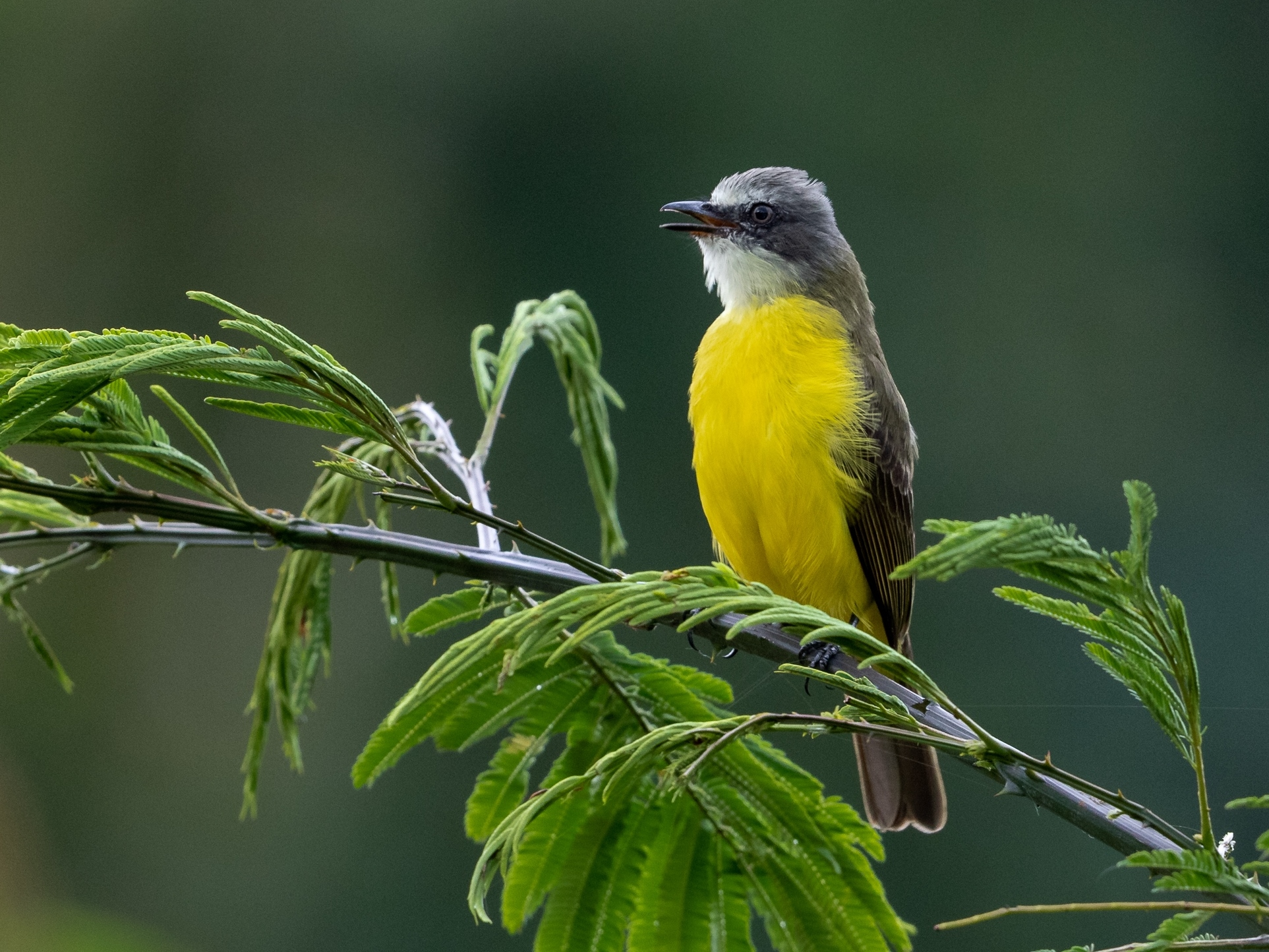
Un tyran à tête grise au parc national de la Serra do Divisor (Acre, Brésil).

Selon la classification de référence du Congrès ornithologique international (15.1, 2025) il se répartit en trois sous-espèces :
- M. g. granadensis Lawrence, 1862 — Amérique centrale ;
- M. g. occidentalis Zimmer, JT, 1937 — Chocó-Magdalena ;
- M. g. obscurior Todd, 1925 — Amazonie.